# لورجیا
لورجیا (به ایتالیایی: Loreggia) یک کومونه در ایتالیا است که در استان پادووا واقع شده‌است.

## خصوصیات
لورجیا ۱۹٫۰ کیلومترمربع مساحت و ۶٬۳۱۶ نفر جمعیت دارد و ۲۶ متر بالاتر از سطح دریا واقع شده‌است.

## خواهرخوانده
شهر بورگتو دی بوربرا خواهرخواندهٔ لورجیا هست.